# Michel Galabru
Michel Louis Edmond Galabru (27. října 1922 Safi – 4. ledna 2016 Paříž) byl francouzský divadelní a filmový herec, držitel Césara.

## Život a kariéra
Narodil se ve francouzské rodině v Maroku, tehdy francouzské kolonii, kde jeho otec (stavební inženýr) projektoval rozsáhlé stavby. Po deseti letech se rodina vrátila zpět do Francie, ale v Maroku prožil část svého dětství. Původně se chtěl stát fotbalistou, ale díky své tetě se začal zajímat o literaturu. Po maturitě se začal živit jako pojišťovací agent v Paříži, kde začal také studovat herectví na konzervatoři Conservatoire national supérieur d'art dramatique. Studium ukončil jako nejlepší absolvent oboru moderní a klasické komedie.
V září 1950, ihned po ukončení studia začal hrát v Comédie-Française, zejména v klasických dramatech W. Shakespeara, G. Feydeaua nebo Molièra. Později se přesunul také do kabaretu a do filmů. Nejdříve hrál různé epizodní role, proslavil se až jako rotmistr Gerber v četnické sérii s Louisem de Funèsem. Tato komická role do značné míry ovlivnila i jeho budoucí role. V mnoha komediích hrál navenek autoritativní muže, kteří se snaží udržet morálku a zavedené tradice.
Za roli ve filmu Soudce a vrah (1976), která byla jednou z mála jeho nekomických rolí, získal Césara a vážné role mu vynesly několik dalších nominací na toto ocenění. Celkem hrál přibližně v 200 filmech.
V roce 2008 získal divadelní Molièrovu cenu a v roce 2013 se stal velkodůstojníkem Národního řádu za zásluhy.
Jeho děti, Jean Galabru a Emmanuelle Galabru, jsou rovněž herci.

## Filmografie (výběr)

### Celovečerní filmy
- 1961 : Amours célèbres (Amours célèbres), režie Michel Boisrond
- 1962 : Knoflíková válka (La Guerre des boutons), režie Yves Robert
- 1962 : Nous irons à Deauville (Nous irons à Deauville), režie Francis Rigaud
- 1962 : Zlatý salamandr (La Salamandre d'or), režie Maurice Régamey
- 1964 : Četník ze Saint-Tropez (Le Gendarme de St. Tropez), režie Jean Girault
- 1965 : Četník v New Yorku (Le Gendarme a New York), režie Jean Girault
- 1966 : Angelika a král (Angélique et le roi), režie Bernard Borderie
- 1966 : Protigangová brigáda (Brigade antigangs), režie Bernard Borderie
- 1967 : Tonoucí se stébla chytá (Le Petit baigneur), režie Robert Dhéry
- 1968 : Četník se žení (Le Gendarme se marie), režie Jean Girault
- 1970 : Četník ve výslužbě (Le Gendarme en balade), režie Jean Girault
- 1971 : Jo (Jo), režie Jean Girault
- 1971 : Trampoty s kohoutem (La Coqueluche), režie Christian-Paul Arrighi
- 1972 : Elle cause plus, elle flingue (Elle cause plus, elle flingue), režie Michel Audiard
- 1972 : Le Viager (Le Viager), režie Pierre Tchernia
- 1972 : Veselí chlapíci (Les Joyeux lurons), režie Michel Gérard
- 1973 : Domovník (Le Concierge), režie Jean Girault
- 1973 : Krysy z temnot (Les Gaspards), režie Pierre Tchernia
- 1973 : Kufr na slunci (La Valise), režie Georges Lautner
- 1973 : Velký bazar (Le Grand bazar), režie Claude Zidi
- 1973 : Životní šance (La Belle affaire), režie Jacques Besnard
- 1974 : Dvě dívky v jednom pyžamu (Deux grandes filles dans un pyjama), režie Jean Girault
- 1974 : Letní hosté (Les Vacanciers), režie Michel Gérard
- 1976 : Soudce a vrah (Le Juge et l'assassin), režie Bertrand Tavernier
- 1976 : Vrátný od Maxima (Le Chasseur de chez Maxim's), režie Claude Vital
- 1977 : Il Gatto (Il Gatto), režie Luigi Comencini
- 1977 : Skupinový portrét s dámou (Portrait de groupe avec dame), režie Aleksandar Petrović
- 1977 : Stepující stonožka (Le Mille-pattes fait des claquettes), režie Jean Girault
- 1978 : Klec bláznů (La Cage aux folles), režie Édouard Molinaro
- 1978 : Láska s otazníkem (L'Amour en question), režie André Cayatte
- 1979 : Ciao, les mecs (Ciao, les mecs), režie Sergio Gobbi
- 1979 : Četník a mimozemšťané (Le Gendarme et les extra-terrestres), režie Jean Girault
- 1979 : Čtyři na kanapi (TV) (Duos sur canapé), režie Marc Camoletti
- 1979 : Policajt nebo rošťák (Flic ou voyou), režie Georges Lautner
- 1979 : Zpověď jen pro sebe (Confidences pour confidences), režie Pascal Thomas
- 1980 : Jsem fotogenický (Sono fotogenico), režie Dino Risi
- 1980 : Kašpárek (Le Guignolo), režie Georges Lautner
- 1980 : Klec bláznů II (La Cage aux folles II), režie Edouard Molinaro
- 1980 : Lakomec (L'Avare), režie Jean Girault a Louis de Funès
- 1980 : Nenapravitelní (Les Sous-doués), režie Claude Zidi
- 1980 : Únos aut (Bestellt - geklaut - geliefert), režie Wigbert Wicker
- 1981 : Volba zbraní (Le Choix des armes), režie Alain Corneau
- 1982 : Četník a četnice (Le Gendarme et les gendarmettes), režie Jean Girault
- 1983 : Dědoušek se dal na odboj (Papy fait de la résistance), režie Jean-Marie Poiré
- 1983 : Vražedné léto (L'Été meurtrier), režie Jean Becker
- 1984 : Náš příběh (Notre histoire), režie Bertrand Blier
- 1985 : Podzemka (Subway), režie Luc Besson
- 1985 : Ptačí klec 3: Svatba (la Cage aux folles 3 - 'Elles' se marient), režie Georges Lautner
- 1985 : Telefon zvoní vždycky dvakrát (Le Téléphone sonne toujours deux fois), režie Jean-Pierre Vergne
- 1985 : Tranches de vie (Tranches de vie), režie François Leterrier
- 1986 : Kamikaze (Kamikaze), režie Didier Grousset
- 1986 : Nenávidím herce (Je hais les acteurs), režie Gérard Krawczyk
- 1987 : Pěstuj si pravačku (Soigne ta droite), režie Jean-Luc Godard
- 1987 : Rozmařilý život Gérarda Floqua (La Vie dissolue de Gérard Floque), režie Georges Lautner
- 1990 : Uranus (Uranus), režie Claude Berri
- 1992 : Belle epoque (Belle epoque), režie Fernando Trueba
- 1996 : Můj pasák (Mon homme), režie Bertrand Blier
- 1999 : Asterix a Obelix (Astérix et Obélix contre César), režie Claude Zidi
- 2000 : Herci (Les Acteurs), režie Bertrand Blier
- 2004 : San Antonio (San-Antonio), režie Frédéric Auburtin
- 2008 : La Jeune fille et les loups (La Jeune fille et les loups), režie Gilles Legrand
- 2008 : Vítejte u Ch'tisů (Bienvenue chez les Ch'tis), režie Dany Boon
- 2009 : Mikulášovy patálie (Le Petit Nicolas), režie Laurent Tirard
- 2009 : Můj život v Neuilly (Neuilly sa mère), režie Gabriel Laferrière
- 2010 : Mumu (Mumu), režie Joël Séria
- 2010 : Un poison violent (Un poison violent), režie Katell Quillevere

### Televize
- 1959 : Les Trois mousquetaires (Les Trois mousquetaires), televizní film, režie Claude Barma
- 1989 : Francouzská revoluce (La Révolution française), televizní film, režie Richard T. Heffron a Robert Enrico
- 2011 : Le Grand restaurant II (Le Grand restaurant II), televizní film, režie Gérard Pullicino

## Ocenění

### César
Ocenění
- 1977: César pro nejlepšího herce za film Soudce a vrah

Nominace
- 1986: César pro nejlepšího herce ve vedlejší roli za film Podzemka
- 1991: César pro nejlepšího herce ve vedlejší roli za film Uranus

### Molièrova cena
Ocenění
- 2008: Molièrova cena pro herce za představení Les Chaussettes-Opus 124

### Jiná ocenění
- 2007: Prix Plaisir du théâtre
- 2013: velkodůstojník Národního řádu za zásluhy